# Secretaria-Geral da Mesa do Senado Federal
A Secretaria-Geral da Mesa é o principal órgão da área legislativa do Senado Federal. É responsável por toda a tramitação das proposições legislativas (projetos de lei, propostas de emendas à Constituição, projetos de resolução do Senado, etc.) desde seu protocolo e publicação, passando pela análise nas comissões do Senado e, finalmente, no Plenário, onde o Secretário-Geral da Mesa assessora diretamente o Presidente da Casa na condução da sessão.
Diz ainda o Regulamento Administrativo do Senado Federal:
À Secretaria-Geral da Mesa compete prestar assessoramento direto e imediato às
Mesas do Senado Federal e do Congresso Nacional no desempenho de suas atribuições
constitucionais, legais e regimentais; executar as atividades de gestão do processo
legislativo; assessorar e secretariar as sessões do Senado Federal e do Congresso Nacional;
assessorar e secretariar as reuniões das Mesas, dos Líderes do Senado Federal e do
Congresso Nacional; prestar assessoramento, por meio de suas unidades, às Comissões
Permanentes e Temporárias do Senado Federal, às Comissões Mistas do Congresso
Nacional, aos Conselhos e Órgãos do Parlamento e secretariar suas reuniões; organizar os
registros das sessões e reuniões realizadas e sua publicação em diários e anais; promover a
gestão do processo legislativo eletrônico, coordenando as atividades relacionadas ao
provimento de informações pertinentes às matérias legislativas, do Senado Federal e do
Congresso Nacional, às normas jurídicas, aos pronunciamentos e ao exercício do mandato
parlamentar, bem como o atendimento ao usuário do processo legislativo; e coordenar as
unidades administrativas que lhe estão afetas. 

Presidente do Senado, José Sarney (PMDB-AP) conduz sessão deliberativa. À esquerda, a secretária-geral da Mesa do Senado, Cláudia LyraPresidente do Senado, José Sarney (PMDB-AP) conduz sessão deliberativa. À esquerda, a secretária-geral da Mesa do Senado, Cláudia Lyra

Como a Constituição Federal prevê que o Presidente do Senado presidirá também o Congresso Nacional, a secretaria dos trabalhos das reuniões conjuntas do Congresso Nacional é executada também pela Secretaria-Geral da Mesa do Senado Federal. As reuniões conjuntas do Congresso Nacional ocorrem quando os deputados e senadores deliberam conjuntamente na mesma sessão, sobre matéria relativa a vetos presidenciais e orçamento federal.
No processo de impeachment da Presidente da República Dilma Rousseff, o Secretário-Geral da Mesa, Luiz Fernando Bandeira de Mello, funcionou como escrivão,  do mesmo modo que ocorreu em 1992,  e secretaria todas as reuniões da Comissão Especial do Impeachment.

## Relação de Secretários-Gerais da Mesa do Senado Federal

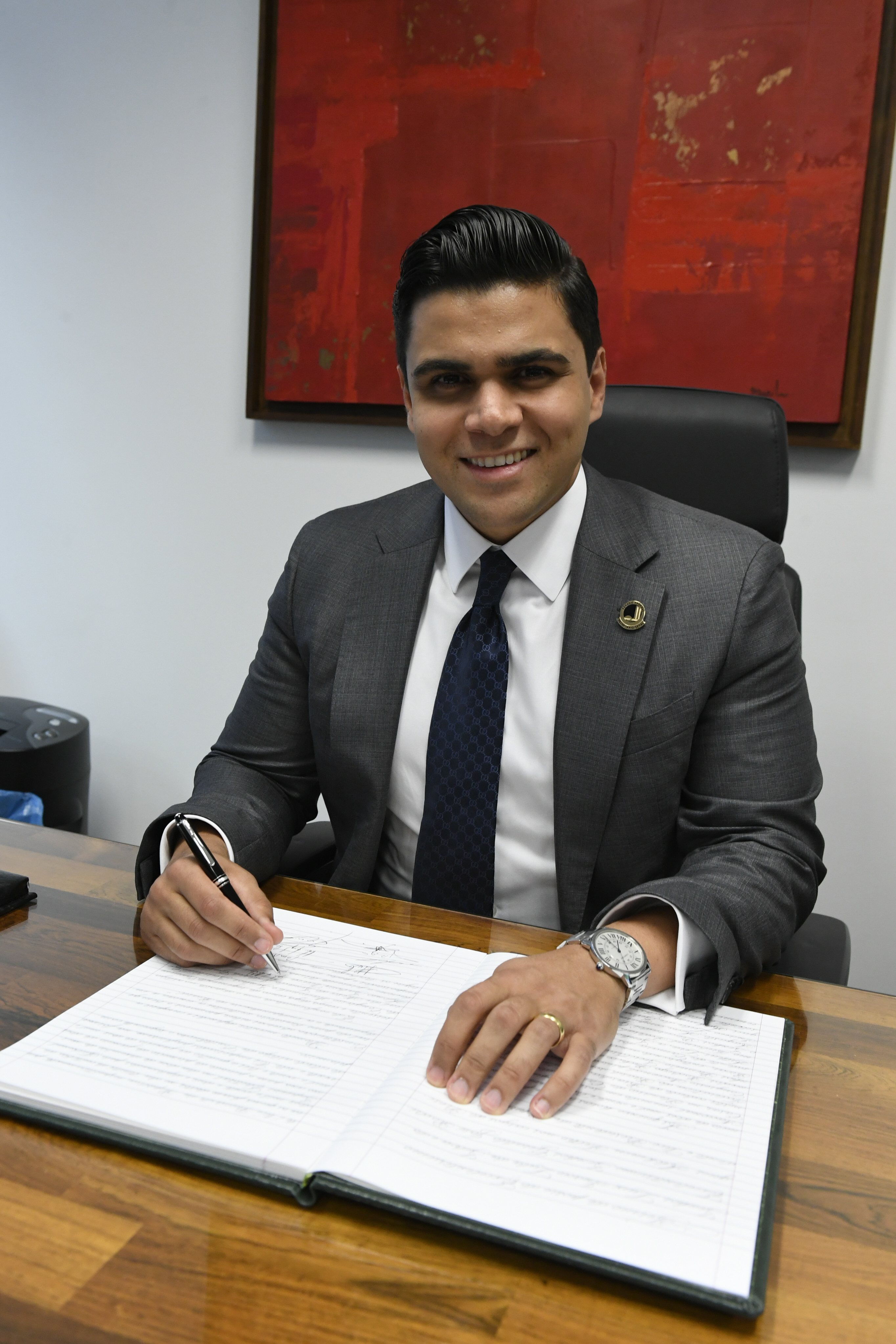
O atual Secretário-Geral, Gustavo Afonso Sabóia Vieira.

1. Isaac Brown (01/01/1960 a 23/08/1967)
2. Herculano Ruy Vaz Carneiro (25/10/1967 a 27/4/1971)
3. Paulo Nunes Augusto de Figueiredo (27/04/1971 a 24/11/1972)
4. Sarah Abrahão (25/11/1972 a 21/11/1973)
5. Aiman Guerra Nogueira da Gama (21/11/1973 a 28/02/1975)
6. Sarah Abrahão (01/03/1975 a 05/12/1980)
7. Nerione Nunes Cardoso (06/12/1980 a 09/11/1990)
8. Guido Faria de Carvalho (10/11/1990 a 28/04/1993)
9. Sara Ramos de Figueiredo (29/04/1993 a 02/02/1995)
10. Raimundo Carreiro (02/02/1995 a 13/03/2007)
11. Claudia Lyra Nascimento (14/03/2007 a 04/04/2014)
12. Luiz Fernando Bandeira de Mello Filho (07/04/2014 a 22/02/2021)
13. Gustavo A. Sabóia Vieira (atual)

## Órgãos subordinados à Secretaria-Geral da Mesa do Senado Federal
São órgãos da Secretaria-Geral da Mesa:
1. Gabinete;
2. Assessoria Técnica;
3. Escritório Setorial de Gestão;
4. Serviço de Protocolo Legislativo;
5. Coordenação do Sistema de Votações Eletrônicas;
6. Coordenação de Apoio à Mesa;
7. Coordenação de Redação Legislativa;
8. Coordenação de Apoio Logístico;
9. Secretaria de Informação Legislativa;
10. Secretaria de Apoio a Órgãos do Parlamento;
11. Secretaria Legislativa do Senado Federal;
12. Secretaria Legislativa do Congresso Nacional;
13. Secretaria de Comissões;
14. Secretaria de Registro e Redação Parlamentar;
15. Secretaria de Atas e Diários;
16. Secretaria de Expediente.